# Rik Launspach
Johannes (Rik) Launspach (Arnhem, 19 juli 1958) is een Nederlands acteur, regisseur en schrijver.

## Loopbaan
Launspach werd geboren als zoon van de planoloog Jan Launspach. Na vier keer te zijn afgewezen voor de theaterschool studeerde hij in 1985 af aan de Toneelschool Amsterdam. Hij maakte zijn debuut bij Toneelgroep Centrum in de voorstelling Mata Hari van Ton Vorstenbosch. In 1986 richtte hij acteurscollectief De Zaak op, en 1988 De Trust, samen met Theu Boermans.
Op televisie was hij regelmatig te zien in series en films zoals Bij Nader Inzien, In naam der Koningin, Het Jaar van de Opvolging, De Partizanen, Meiden van De Wit en Van Speijk. In 1993 won Launspach een Gouden Kalf voor beste acteur in de film Oeroeg en in hetzelfde jaar werd hem ook een Arlecchino toegekend. In 2005 was Launspach te zien in de film Manderlay waarin hij speelde met acteurs als Danny Glover, Willem Dafoe en Lauren Bacall.
Met zijn echtgenote Marjolein Beumer schrijft hij scenario's, zoals voor de film Bezet (2004) en de NPS dramareeks Moes (2008). Zij wonen in het Gelderse Harfsen.
In 2009 verscheen bij De Bezige Bij zijn debuutroman 1953, een verhaal dat zich afspeelt tegen de achtergrond van de watersnood van 1953. Het boek vormde de basis voor de speelfilm De Storm (2009) van Ben Sombogaart, waarvoor Launspach samen met Marjolein Beumer het scenario schreef. 1953 werd in oktober 2009 bekroond met de Zeeuwse Boekenprijs. In 2011 volgde Man meisje dood. In 2018 verscheen zijn roman Laat me liefde zien, waarin Launspach  zijn positie als insider in de film- en toneelwereld gebruikt om de duistere kanten te belichten van deze complexe industrie.
Launspach was hoofdgast in een op 16 september 2009 uitgezonden aflevering van Tijd voor MAX. In 2013 was hij een van de hoofdrolspelers in Smoorverliefd

## Filmografie
- 1983 - Kanaal 13 (televisieserie, 1 afl.) - Onbekend
- 1985 - Hoogvlieger - Onbekend
- 1987 - Zeg 'ns Aaa (televisieserie, 1 afl.) - Ron
- 1988 - De tong van de wet (televisiefilm) - Onbekend
- 1989 - Jan Rap en z'n maat - Onbekend
- 1990 - De gulle minnaar - Lucas
- 1990 - Eva Bonheur (televisiefilm) - Nanning Storm
- 1990 - Kracht - Sjors
- 1991 - Bij nader inzien (miniserie) - Maarten Koning (jong)
- 1991 - 12 steden, 13 ongelukken (televisieserie, 2 afl.) - Paul (1991), Onbekend (1997)
- 1993 - Oeroeg - Johan
- 1993 - Coverstory (televisieserie, 1 afl.) - Onbekend
- 1994 - Bruin Goud (historische dramaserie) - Spiekstra
- 1994 - 1000 Rosen - Mr. Marshall
- 1994 - Pleidooi (televisieserie, 1 afl.) - Vader Kamstra
- 1994 - De Partizanen (miniserie) - Rokus
- 1994 - De vlinder tilt de kat op - Anton
- 1996 - In naam der Koningin (televisieserie) - Dirk Vierkens
- 1996 - Baantjer (televisieserie, afl. De Cock en de moord op de heilsoldate) - Karel Engel
- 1998 - Oud Geld (televisieserie) - Robbert Donselaar
- 1998 - Het jaar van de opvolging (miniserie) - Gijs van Dorp
- 1998 - Windkracht 10 (televisieserie) - Ronald Brenneman, duiker
- 1999 - Baantjer (televisieserie, afl. De Cock en de raadselmoord) - Manfred de Winter
- 1999 - The Delivery - Spike
- 2001 - Vroeger bestaat niet meer (televisiefilm) - Quinten Mensch
- 2001 - Leven en dood van Quidam Quidam - Olivier Hagelslak
- 2002 - Meiden van De Wit (televisieserie) - Roy Geertse (2002, 2004-2005)
- 2003 - De vanger - Broer Ruben
- 2004 - Suske en Wiske: De Duistere Diamant - Baron Roger de Lacheloze
- 2005 - Manderlay - Stanley Mays
- 2006 - Van Speijk (televisieserie) - Lucas Visbeen (2006-2007)
- 2007 - Aspe (televisieserie, 1 afl.) - Arie Schippers
- 2008 - Moes (miniserie) - Det. De Ru
- 2009 - Taartman (televisiefilm) - Bertrand
- 2009 - De Storm - Staatssecretaris
- 2010 - De gelukkige huisvrouw - Dokter Kallenbach
- 2010 - Loft - Wethouder Roijers
- 2013 - Smoorverliefd - Nick
- 2017 - Brussel - Derk de Man

## Privé
- Launspach is de oom van journaliste Fleur Launspach[2][3].